# Fala podłużna

Rys. 1. Propagacja podłużnej fali płaskiej w ośrodku dwuwymiarowym

Rys. 2. Propagacja podłużnej fali kulistej w ośrodku dwuwymiarowym

Fala podłużna – fala, w której drgania odbywają się w kierunku zgodnym z kierunkiem jej rozchodzenia się. Przykładem fali podłużnej jest fala dźwiękowa.

## Fale ciśnienia
W ośrodku sprężystym harmoniczna podłużna fala płaska biegnąca w kierunku dodatnim wzdłuż osi {\displaystyle x} (rys. 1) opisana jest zależnością:
{\displaystyle y(x,t)=y_{0}\cos(\omega t-kx+\varphi ),}
gdzie:
{\displaystyle y} – miara odkształcenia ośrodka (np. ciśnienie w powietrzu, naprężenie w ciele stałym)
{\displaystyle y_{0}} – amplituda fali,
{\displaystyle k} – liczba falowa,
{\displaystyle x} – współrzędna w kierunku, w którym rozchodzi się fala,
{\displaystyle \omega } – częstość kołowa,
{\displaystyle t} – czas,
{\displaystyle \varphi } – faza początkowa fali.
Równanie podłużnej fali kulistej (rys. 2) ma natomiast postać:
{\displaystyle y(x,t)=y_{0}\cos(\omega t-{\overrightarrow {k}}\cdot {\overrightarrow {r}}+\varphi ),}
gdzie:
{\displaystyle {\overrightarrow {k}}} – wektor falowy, którego kierunek i zwrot wskazują kierunek i zwrot ruchu czoła fali w danym miejscu,
{\displaystyle {\overrightarrow {r}}} – wektor wodzący.